# Dieses Leben
Dieses Leben ist ein Lied der deutschen Band Juli aus dem Jahr 2006. Es erschien als erste Singleauskopplung aus ihrem zweiten Album Ein neuer Tag.

## Veröffentlichung
Wie alle Lieder von Ein neuer Tag wurde Dieses Leben im Mohrmann-Studio in Bochum aufgenommen, wo die Band Juli von November 2005 bis Juli 2006 an dem Album arbeitete. Das Lied wurde am 22. September 2006 als Vorabsingle veröffentlicht. Am 23. September 2006, einen Tag nach Erscheinen der Single, stellte die Band das Lied als Showact in der ersten Ausgabe der Samstagabendshow Schlag den Raab vor.
Die Single wurde als Standard- sowie als 2-Track-Version veröffentlicht:
Standard-Version
1. Dieses Leben (Radio Version) – 3:56
2. Dieses Leben (Album Version) – 4:34
3. Dieses Leben (Jan Driver Remix) – 5:11
4. Dieses Leben (August RMX) – 3:42

2-Track-Version
1. Dieses Leben (Radio Version) – 3:56
2. Dieses Leben (Album Version) – 4:34

Remixversionen
Neben den Remixen auf der Maxi-CD wurden folgende weitere Remixe von Dieses Leben offiziell veröffentlicht:
- Tiger Hifi Remix (Download für Musicload)
- DJ Friction Reggae Style Remix (Download für iTunes)
- Aural Float Remix Instrumental (erschienen 2007 auf dem Sampler Love Family Park 2007)

## Musikvideo
Das offizielle Musikvideo zu Dieses Leben wurde von Moritz Laube (Regie) und Henner Besuch (Kamera) für Kinoherz Filmproduktion gedreht. Es entstand im August 2006 in Berlin und in Potsdam-Babelsberg.
Zu Beginn sieht man Eva Briegel scheinbar tot auf dem Gehweg vor einem Plattenbaublock liegen. Sie schlägt die Augen auf und man sieht ihren Sturz vom Dach rückwärts in Zeitlupe. Während des Fluges schwenkt die Kamera in die Wohnung des Wohnblocks, wo die Bewohner bei alltäglichen und ungewöhnlichen Tätigkeiten zu sehen sind. In einer Wohnung sieht man die vier übrigen Bandmitglieder beim Spielen des Songs. Als die Sängerin auf dem Dach ankommt, hält sie kurz inne, nimmt dann Anlauf und springt von der Dachkante. Daraufhin unternimmt die Kamera einen kurzen Flug über das abendliche Berlin, ehe sie wieder am Wohnblock ankommt; nun steht die gesamte Band auf dem Gehweg und spielt das Lied.

## Mitwirkende
| Liedproduktion - Eva Briegel: Gesang - Andreas „Dedi“ Herde: Bass - Jonas Pfetzing: Gitarre - Simon Triebel: Gitarre - Marcel Römer: Schlagzeug - Roland Peil: Percussion - Dave Anderson: Piano, Keyboard - Olaf Opal: Produktion - Oli Zülch: Engineering - Michael Ilbert, Maratone Studio, Stockholm: Abmischung - Greg Calbi, Sterling Sound, New York: Mastering | Artwork - Ben Wolf: Fotos Unternehmen - Universal Music Domestic: Musiklabel - Island Records: Musiklabel - EMI Music Publishing: Musikverlag - Edition Juli: Musikverlag - Mohrmann-Studio Bochum: Tonstudio |

## Charts und Chartplatzierungen
In den deutschen Singlecharts stieg der Titel am 6. Oktober 2006 auf Platz fünf ein, was zugleich seine höchste Chartplatzierung darstellte, und hielt sich 14 Wochen lang bis Januar 2007 in den Charts. Nach Perfekte Welle im Jahr 2004 ist es damit die zweite und zugleich bis heute (2016) letzte Top-10-Single für Juli. In den deutschen Airplaycharts erreichte die Single für fünf Wochen die Spitzenposition. Auch in Österreich gelang mit Platz sieben eine Top-10-Platzierung, in der Schweiz mit Platz 22 die bis heute letzte Notierung der Band Juli in den Singlecharts überhaupt.
| ChartsChartplatzierungen | Höchstplatzierung | Wochen |
| ------------------------ | ----------------- | ------ |
| Deutschland (GfK)        | 5 (14 Wo.)        | 14     |
| Österreich (Ö3)          | 7 (17 Wo.)        | 17     |
| Schweiz (IFPI)           | 22 (26 Wo.)       | 26     |

## Coverversionen

### Version von Rhythms del Mundo und Juli
Im Jahr 2008 erschien im Rahmen des CD-Projekts Rhythms del Mundo – Cubano Alemán eine Neuaufnahme des Liedes als Kollaboration mit kubanischen Musikern. Am 31. August 2008 traten die Künstler gemeinsam bei einem Konzert im IFA-Sommergarten in Berlin auf. Am 5. Dezember 2008 wurde die Rhythms-del-Mundo-Version von Dieses Leben als 2-Track-Single veröffentlicht, konnte sich jedoch nicht in den deutschen Charts platzieren. Die 2-Track-Single beinhaltete die Radioversion sowie eine sogenannte „Cubano Version“ des Liedes.
Mitwirkende
- Kenny Young, Berman Brothers: Produktion
- Laurence Brazil und Kenny Young, Lazy Moon Studios: Abmischung
- Frank Rubio: Arrangements
- Barbarito Torres: Laúd
- Amadito Valdes: Timbales
- Demetrio Muniz: Musikalische Leitung, Posaune
- Harold Lopez-Nussa: Klavier, Keyboard
- Carlos Alvarez: Posaune
- Jorge Luis Valdes Chicoy: Akustik- und E-Gitarre
- Frank Rubio: Akustik- und E-Gitarre
- Tomas Ramos Panga: Percussion, Timbales
- Thommy Lowry Garcia: Trompete
- Kenny Young: Percussion, Gitarre
- Yaure Muniz: Trompete
- Oscar Martinez Bartelemy: Bongos

### Weitere Coverversionen
- 2007: In der dritten Staffel der Castingshow MusicStar im Schweizer Fernsehen interpretierte die Teilnehmerin Sandra Wild das Lied; es erschien (unter dem Titel Ich liebe dieses Leben) auch auf dem Album MusicStar – Premium.
- 2010: Die Mitwirkenden der Sat.1-Doku-Soap Rock statt Rente! Das Beste kommt zum Schluss interpretierten den Titel auf ihrem gleichnamigen Album.
- 2024: In der elften Staffel von Sing meinen Song – Das Tauschkonzert, an der Eva Briegel teilnahm, wurde das Lied von Joy Denalane interpretiert.[9]